# Nazionale maschile di calcio della Polonia
La nazionale di calcio della Polonia (in polacco Reprezentacja Polski w piłce nożnej mężczyzn) è la rappresentativa calcistica della Polonia ed è posta sotto l'egida della Federazione calcistica della Polonia.
Nel campionato del mondo la Polonia si è classificata due volte terza, nel 1974 e nel 1982. Ha partecipato per la prima volta alla fase finale di un campionato europeo nel 2008 e ha raggiunto per la prima volta i quarti di finale di un campionato d'Europa nel 2016. La nazionale olimpica ha vinto la medaglia d'oro nel 1972 e la medaglia d'argento nel 1976 e nel 1992.
Nella classifica mondiale della FIFA, stilata per la prima volta nell'agosto 1993, la Polonia ha raggiunto come miglior piazzamento il 5º posto nell'agosto 2017, mentre la posizione peggiore è stata il 75º posto del marzo 2012. Occupa attualmente il 31º posto della graduatoria.

## Storia

### Esordi e mondiale del 1938 (1921-1946)

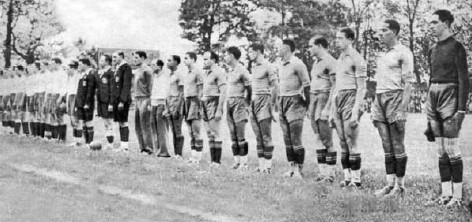
Polonia-Brasile (5-6),

La nazionale polacca disputò la sua prima partita ufficiale il 18 dicembre 1921, quando fu sconfitta per 1-0 a Budapest dall'Ungheria (1-0). Nel 1938 disputò il suo primo mondiale, dove fu eliminata agli ottavi di finale, cioè alla prima partita, dal forte Brasile dopo una durissima battaglia di 90 minuti finita 6-5, con la Polonia capace di pareggiare per ben cinque volte. Quattro dei cinque gol polacchi portarono la firma di Ernest Wilimowski, attaccante del Ruch Chorzów, primo giocatore a segnare quattro reti in una partita del campionato mondiale di calcio.
Prima dello scoppio della seconda guerra mondiale la Polonia sconfisse in amichevole per 4-2 la forte Ungheria, classificatasi seconda dietro l'Italia al mondiale del 1938.

### Dopoguerra e anni 1960 (1946-1972)
L'11 giugno 1946 la Polonia tornò in campo per la prima volta dopo la seconda guerra mondiale, perdendo in amichevole a Oslo contro la Norvegia per 3-1. Nell'immediato dopoguerra una vittoria importante fu colta contro la quotata Cecoslovacchia (3-1).
Il 26 aprile 1948 la Polonia patì la più larga sconfitta della propria storia, perdendo per 8-0 a Copenaghen contro la Danimarca.
Il 4 novembre 1963 a Stettino i polacchi travolsero la Norvegia per 9-0, stabilendo la seconda migliore vittoria della loro storia (il primato sarebbe stato, infatti, migliorato nel 2009). Fu il match d'esordio per Włodzimierz Lubański, che bagnò il debutto con un gol e che divenne poi il miglior marcatore della nazionale polacca con 48 gol in 75 presenze dal 1963 al 1980.

### Anni 1970 e 1980: le medaglie olimpiche e mondiali
Il 1º dicembre 1970 il ruolo di commissario tecnico fu affidato a Kazimierz Górski, che condusse subito la squadra alla medaglia d'oro alle OIimpiadi 1972, cui fece seguito la medaglia d'argento alle Olimpiadi 1976. Sotto la sua guida la Polonia fu due volte semifinalista ai Mondiali, ottenendo la medaglia di bronzo sia al campionato del mondo 1974 che al campionato del mondo 1982.

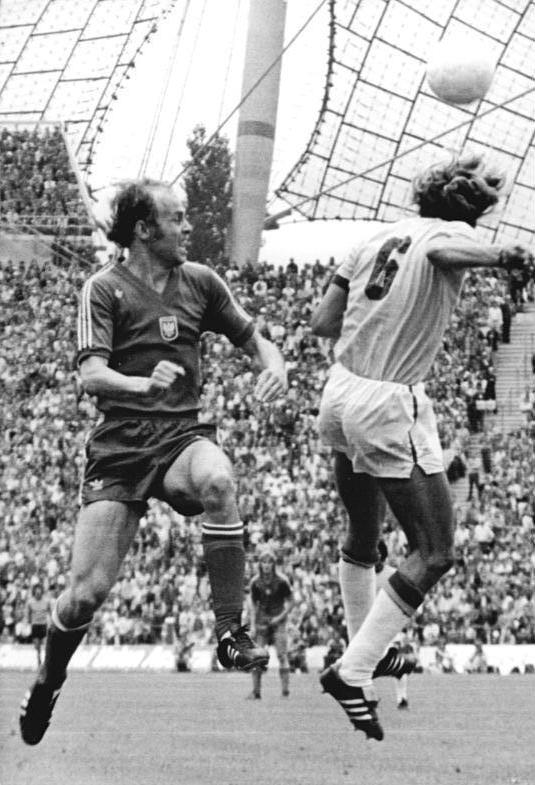
Polonia- (1-0),. A sinistra Grzegorz Lato, terzo giocatore più presente e terzo goleador di tutti i tempi della nazionale polacca.

La Polonia tornò a disputare la fase finale del mondiale nel 1974, in Germania Ovest, dove fu la maggiore sorpresa dopo i Paesi Bassi. I polacchi eliminarono nelle qualificazioni al mondiale del 1974 l'Inghilterra, campione del mondo nel 1966, grazie al pareggio ottenuto a Wembley nella partita decisiva del girone. In Germania Ovest la Polonia riuscì a superare a punteggio pieno il proprio girone eliminando l'Italia, una delle nazionali favorite per la vittoria finale. All'esordio, contro l'Argentina, si portò sul 2-0 dopo soli otto minuti di gioco, grazie alle marcature di Grzegorz Lato al settimo e Andrzej Szarmach all'ottavo. Il gol argentino di Ramón Heredia al sessantesimo illuse i sudamericani, che due minuti dopo capitolarono nuovamente (altro gol di Lato), prima del gol di Carlos Babington per il definitivo 3-2. Nel secondo match la Polonia travolse con il punteggio di 7-0 Haiti, con tripletta di Szarmach e doppietta di Lato. Contro l'Italia vice-campione del mondo in carica la Polonia, già qualificata, necessitava di un punto per assicurarsi la vittoria del girone. Chiuso l'intervallo in vantaggio per 2-0 (reti di Szarmach e Kazimierz Deyna), subì nel finale il gol di Fabio Capello, ma si impose per 2-1 e chiuse il girone in testa. La Polonia vinse anche le prime due partite del girone di semifinale (1-0 con gol di Lato contro la Svezia che non aveva subito gol nelle tre partite precedenti e 2-1 contro la Jugoslavia con gol di Deyna su calcio di rigore, Stanislav Karasi per gli jugoslavi e Lato), ma nell'ultima perse per 1-0 contro la Germania Ovest padrona di casa una partita che doveva vincere (giocata su un campio allagato dalla pioggia, ai limiti della praticabilità), mancando dunque la qualificazione alla finalissima. I tedeschi innaffiarono il campo prima della partita per smorzare l'ardore dei velocissimi avversari. Nella finale per il terzo posto la Polonia batté per 1-0 il Brasile campione del mondo in carica. Il gol fu siglato da Lato, che con 7 centri nel torneo si laureò capocannoniere del mondiale.
La Polonia non riuscì a qualificarsi al campionato d'Europa 1976 perché si classificò seconda in un girone eliminatorio di ferro, dietro all'Olanda e davanti a Italia e Finlandia.

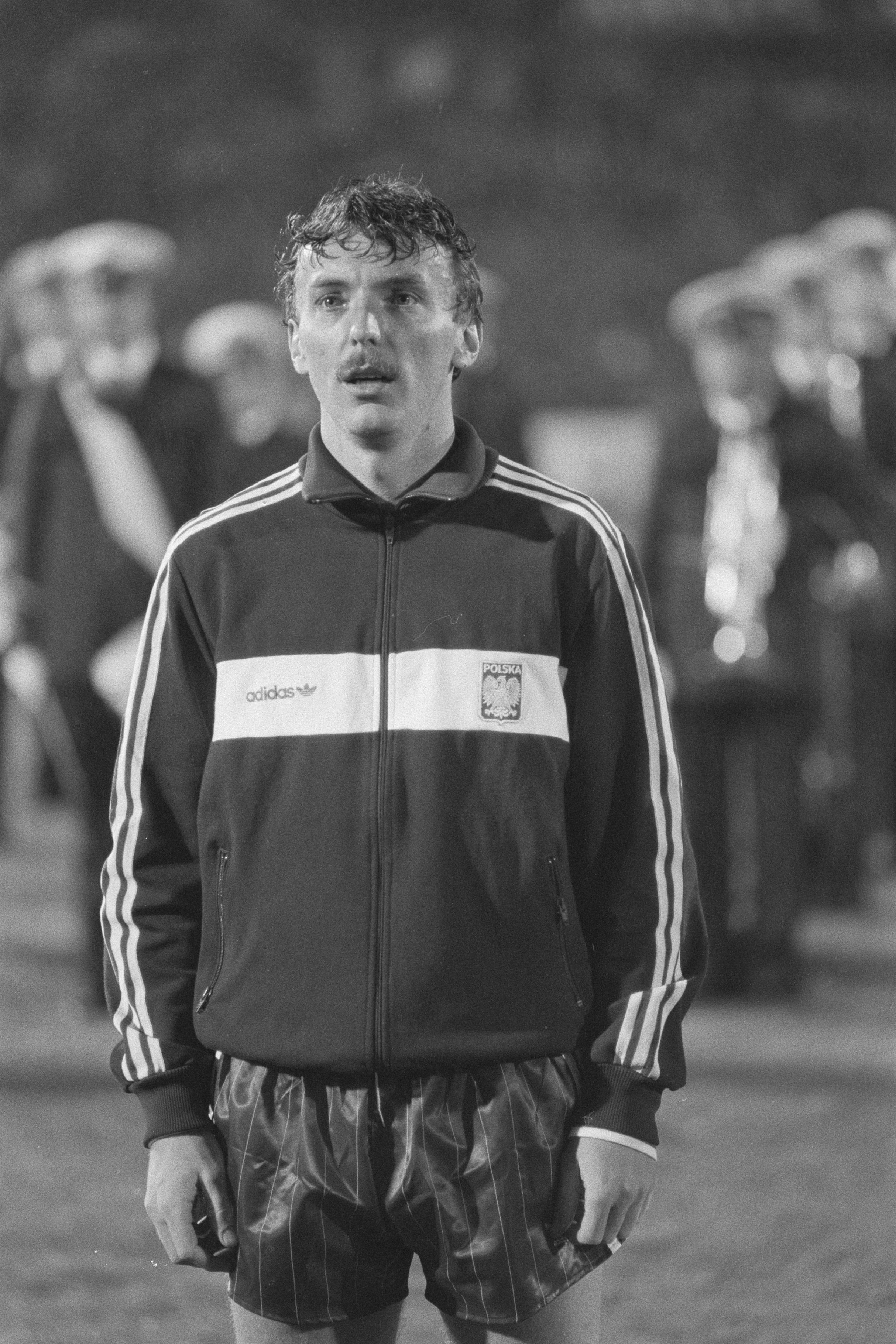
Zbigniew Boniek, miglior marcatore della Polonia al mondiale di

Qualificatasi al campionato del mondo 1978 a spese del Portogallo, vinse il suo girone davanti alla Germania Ovest. Pareggiò all'esordio proprio con i tedeschi occidentali (0-0), poi batté per 1-0 la Tunisia (gol del solito Lato) e per 3-1 il Messico (reti di Zbigniew Boniek, Víctor Rangel per i messicani, Deyna e ancora Boniek). Nel girone semifinale arrivò terza dietro ad Argentina e Brasile e davanti al Perù. Alla sconfitta per 2-0 contro gli argentini padroni di casa (doppietta di Mario Kempes) seguì la vittoria per 1-0 contro il Perù (gol di Szarmach) e la sconfitta per 3-1 contro il Brasile (gol di Nelinho e Lato e doppietta di Roberto Dinamite).
La mancata qualificazione al campionato d'Europa 1980 fece da preludio a un episodio spiacevole. Il 29 novembre 1980 vi fu un aspro confronto tra calciatori e membri dello staff tecnico della nazionale polacca, in partenza per l'Italia per preparare la partita contro Malta valida per le qualificazioni al mondiale di Spagna 1982. Il litigio, iniziato in un hotel di Varsavia, si concluse all’aeroporto di Varsavia. Dopo l'incidente molti calciatori furono banditi dalla nazionale e il CT Ryszard Kulesza, in polemica con la federazione, si dimise e fu sostituito da Antoni Piechniczek.
Qualificatasi al campionato del mondo 1982, la Polonia riuscì di nuovo a qualificarsi per le semifinali classificandosi terza, dopo essere stata battuta dall'Italia in semifinale. Il girone di primo turno con Italia, Camerun e Perù vide i polacchi pareggiare per 0-0 con Italia e Camerun e vincere per 5-1 contro i peruviani (gol di Włodzimierz Smolarek, Lato, Boniek, Andrzej Buncol e Włodzimierz Ciołek), risultato che consentì alla Polonia di superare il girone da prima classificata. Nel girone di secondo turno la squadra biancorossa batté il Belgio per 3-0 con tripletta di Boniek e pareggiò per 0-0 contro l'Unione Sovietica, vincendo il girone per una migliore differenza reti rispetto ai sovietici. Il piazzamento proiettò i polacchi in semifinale, dove furono sconfitti per 2-0 dall'Italia (doppietta di Paolo Rossi), prima di vincere la finale per il terzo posto per 3-2 contro la Francia (gol di Szarmach, Stefan Majewski e Janusz Kupcewicz).
Non riuscì a qualificarsi agli Europei del 1984 ma, con tre vittorie, due pareggi e una sola sconfitta nel girone con Belgio, Albania e Grecia, la Polonia si qualificò al campionato del mondo 1986, dove fu eliminata agli ottavi di finale. Inserita nel girone con Inghilterra, Marocco e Portogallo, pareggiò per 0-0 contro i marocchini, sconfisse il Portogallo per 1-0 (gol di Włodzimierz Smolarek) e fu sconfitta per 3-0 dagli inglesi, ma superò il turno come una delle migliori terze classificate. Agli ottavi di finale fu però eliminata dal Brasile, perdendo malamente per 4-0.

### Crisi (1986-2002)
Dopo gli anni d'oro ('70 e '80) la nazionale polacca visse un quindicennio di crisi, fallendo la qualificazione a tre fasi finali dei mondiali e continuando a non qualificarsi per la fase finale degli europei.
Terza nel girone di qualificazione al mondiale di Italia 1990 dietro Svezia e Inghilterra e davanti all'Albania, con cinque punti (due vittorie, un pareggio e tre sconfitte), la Polonia ottenne tuttavia la medaglia d'argento alle Olimpiadi del 1992, perdendo a testa alta in finale contro i padroni di casa della Spagna (3-2 con il gol decisivo segnato nei minuti di recupero). I due attaccanti della Polonia Wojciech Kowalczyk e Andrzej Juskowiak parvero agli albori di una sfavillante carriera, ma la giovane nazionale polacca non tenne fede alle attese negli anni a venire.
La Polonia si piazzò quarta nel proprio girone di qualificazione al mondiale di Stati Uniti 1994, dietro Norvegia, Paesi Bassi e Inghilterra e davanti a Turchia e San Marino. Il bilancio finale fu di tre vittorie, due pareggi e cinque sconfitte, di cui quattro consecutive, subite negli ultimi quattro incontri disputati. Non andarono meglio le qualificazioni al campionato d'Europa 1996, concluse dai polacchi al quarto posto dietro a Romania, Francia e Slovacchia e davanti a Israele e Azerbaigian, con un bilancio di tre vittorie, quattro pareggi e tre sconfitte. Seguì il terzo posto nel girone di qualificazione al mondiale di Francia 1998 dietro a Inghilterra e Italia e davanti a Georgia e Moldavia.
Qualche miglioramento si vide nelle eliminatorie del campionato d'Europa 2000, in cui i polacchi totalizzarono 13 punti (quattro vittorie, un pareggio e tre sconfitte) e si classificarono terzi dietro a Svezia e Inghilterra e davanti a Bulgaria (contro la quale ottennero due vittorie) e Lussemburgo. A penalizzare la Polonia furono gli scontri diretti contro gli inglesi, con cui i polacchi chiusero a pari punti.

### Ritorno sulla grande scena internazionale (2002-2010)
Dopo un'assenza di sedici anni dalle fasi finali dei maggiori tornei internazionali, la Polonia si qualificò al campionato del mondo 2002 vincendo il proprio girone eliminatorio con quattro punti di vantaggio sull'Ucraina, con un bilancio di sei vittorie, tre pareggi e una sola sconfitta. Nella fase finale del torneo, però, la squadra si classificò ultima nel proprio girone. In Giappone e Corea del Sud fu, infatti, eliminata dopo sole due partite, perdendo per 2-0 contro la Corea del Sud e per 4-0 contro il Portogallo. Nell'ultima partita colse un inutile successo per 3-1 contro gli Stati Uniti.
Nel proprio girone di qualificazione al campionato europeo del 2004 si piazzò terza e fu eliminata. Nell'ultima partita delle qualificazioni eliminò l'Ungheria battendola per 2-1, ma fu a sua volta eliminata perché la Lettonia batté la già qualificata Svezia, accedendo sorprendentemente ai play-off per la qualificazione alla fase finale. La sconfitta della Svezia già qualificata suscitò polemiche in Polonia.
La formazione polacca conseguì la qualificazione al campionato del mondo 2006 come migliore seconda classificata di tutti i gironi, piazzandosi dietro l'Inghilterra e davanti Austria e Irlanda del Nord, con otto vittorie e due sconfitte (entrambe contro gli inglesi) in dieci partite. Nella fase finale la Polonia, allenata da Paweł Janas, parve la favorita per il secondo posto nel girone composto dai padroni di casa della Germania dall'Ecuador e dalla Costa Rica. L'allenatore subì alcune critiche dalla stampa e dalla nazione per la mancata convocazione al mondiale del bomber Tomasz Frankowski e soprattutto del capitano, il portiere Jerzy Dudek. La squadra aveva comunque un discreto organico. Tra i nomi più importanti c'erano il portiere del Celtic, Artur Boruc, Michał Żewłakow in difesa, il centrocampista del Bayer Leverkusen, Jacek Krzynówek, l'attaccante del Celtic Maciej Żurawski e soprattutto il giovane Euzebiusz Smolarek, che giocava nel Borussia Dortmund, figlio dello Smolarek che portò la Polonia al terzo posto al mondiale del 1982.
Nonostante le attese, la Polonia in Germania deluse. La prima partita con l'Ecuador fu persa per 2-0 dai polacchi, che si videro annullare un gol e colpirono due pali nel giro di dieci minuti. La seconda con la Germania fu persa per 1-0 all'ultimo minuto, dopo aver giocato una buona partita. Ormai già eliminata, la Polonia giocò l'ultimo match con la Costa Rica per i tre punti della bandiera. I polacchi vinsero di misura (2-1) grazie alla doppietta del difensore Bosacky e conclusero terzi nel girone. Alla fine del mondiale il commissario tecnico Janas fu esonerato e sostituito dall'olandese Leo Beenhakker.
Dopo un eccezionale girone di qualificazione concluso come prima davanti al Portogallo, la Polonia si qualificò per la prima volta nella sua storia ad un europeo (Austria-Svizzera 2008) e diede una svolta alla storia del proprio calcio. La squadra di Beenhakker, esprimendo un ottimo gioco, prometteva davvero bene per la competizione. Ancora una volta, però, malgrado le aspettative suscitate nella campagna di qualificazione, nella fase finale la compagine polacca si comportò ben al di sotto delle attese. Sorteggiata nel girone con Germania, Croazia ed Austria, racimolò solo un punto. Perse per 2-0 la prima partita con la Germania, pareggiò per 1-1 con l'Austria e perse per 1-0 con la Croazia, classificandosi all'ultimo posto del girone.

### L'europeo casalingo del 2012
Sempre sotto la guida di Beenhakker, la Polonia fu poi impegnata nelle qualificazioni al campionato del mondo del 2010. Il girone era equilibrato ma non impossibile: Rep. Ceca, Slovenia, Slovacchia ed Irlanda del Nord più la cenerentola San Marino. La nazionale polacca, però, non fu costante nel rendimento e, dopo una serie di sconfitte e di pareggi, la qualificazione al mondiale fu seriamente a rischio. Dopo la sconfitta per 3-0 con la Slovenia Beenhakker fu esonerato e rimpiazzato da Stefan Majewski, il quale non riuscì a far rimontare la squadra, che giunse terza, restando fuori dal mondiale dopo due partecipazioni consecutive.

Robert Lewandowski festeggiato dai compagni dopo il gol alla Grecia al

Durante le qualificazioni a Sudafrica 2010, il 1º aprile 2009 la nazionale polacca ottenne la più larga vittoria della propria storia, sconfiggendo per 10-0 San Marino a Kielce.
La Polonia organizzò il campionato d'Europa 2012 insieme all'Ucraina, ospitando per la prima volta un campionato europeo. La nazionale polacca, dunque, risultò qualificata d'ufficio e scelse come CT Franciszek Smuda. Per l'evento in Polonia furono costruiti nuovi stadi, su tutti lo Stadio Nazionale di Varsavia, avente una capienza di 55.000 posti e sede della partita inaugurale dell'evento. Fu edificata anche la PGE Arena Gdańsk, il nuovo stadio di Danzica, considerato tra i più belli e moderni d'Europa.
In vista dell'importante evento calcistico ospitato in casa, tutto il paese visse con entusiasmo il debutto della nazionale e tutto sembrava promettere bene dopo il gol dell'1-0 di Robert Lewandowski nella partita inaugurale contro la Grecia a Varsavia, ma la partita terminò con un pareggio: la Polonia si fece raggiungere dal gol di Dimitris Salpingidis nonostante la superiorità numerica. La situazione parve peggiorare dopo l'espulsione del portiere Szczęsny e il rigore concesso agli ellenici, ma il giovane portiere Tytoń entrò in campo a salvare le speranze di una nazione intera, parando il tiro dell'avversario greco. Nella seconda partita la Polonia giocò bene contro la Russia, ma non andò oltre il pareggio, ottenuto nella ripresa con un gran gol da fuori area di Jakub Błaszczykowski. Le speranze della nazionale di superare il turno furono poi annullate dopo la sconfitta nell'ultima partita a Breslavia contro la Rep. Ceca (1-0). L'avventura polacca finì, dunque, già ai gironi, dopo due pareggi e una sconfitta, per l'amarezza del pubblico di casa.
La nazionale uscì sconfitta con grande delusione dall'evento, nonostante avesse proposto una buona rosa composta da giocatori di livello. Al termine dell'europeo il CT Smuda lasciò la guida della nazionale a Waldemar Fornalik.

### Il risveglio (dal 2014)
Fallito l'accesso al campionato del mondo 2014, Fornalik fu sostituito, dopo le qualificazioni, da Adam Nawałka, che condusse i biancorossi a qualificarsi per il campionato d'Europa 2016, risultato che passò anche dalla storica vittoria contro la Germania campione del mondo. Il 2-0 contro i tedeschi dell'11 ottobre 2014 rappresentò la prima battuta d'arresto per questi ultimi dopo un'imbattibilità di 19 incontri. Nella fase finale del torneo i polacchi ritrovarono lo stesso avversario che li aveva sopravanzati in classifica per differenza reti. Ottenuto comunque uno storico accesso agli ottavi di finale, la squadra batté in questo turno la Svizzera ai tiri di rigore. Ai quarti fu poi eliminata - sempre ai tiri dal dischetto - dal Portogallo, poi vincitore della manifestazione.
I biancorossi dominarono poi il loro girone di qualificazione al campionato del mondo 2018, guadagnando 25 punti e subendo una sola sconfitta. Robert Lewandowski diventò il capocannoniere, a pari merito, delle qualificazioni UEFA al mondiale (con 16 gol), dopo che lo era già diventato per le qualificazioni al campionato d'Europa 2016 (con 13 gol). Sconfiggendo il Montenegro nell'ultima partita, la Polonia ottenne la certezza dell'accesso alla fase finale di un mondiale dopo dodici anni. All'inizio del mandato dell'allenatore Nawałka la Polonia si trovava al 78º posto della classifica FIFA, mentre durante le qualificazioni al campionato del mondo 2018 arrivò a occupare a un certo punto il 5º posto, traguardo storico per la nazionale. Il 6º posto nella classifica FIFA alla vigilia dei sorteggi del mondiale 2018 consentì alla selezione polacca di essere collocata nella prima fascia del sorteggio dei gironi. Nella fase finale del mondiale russo del 2018 la Polonia deluse, tuttavia, le aspettative. Inserita in un gruppo con Colombia, Giappone e Senegal, perse a sorpresa all'esordio contro il Senegal (1-2) e in malo modo contro la Colombia (0-3), subendo l'eliminazione al primo turno. Utile solo per le statistiche fu la vittoria contro il Giappone all'ultima giornata (1-0).
Al termine del mondiale la federazione individuò il nuovo CT in Jerzy Brzęczek, che esordì in gare ufficiali nella prima partita della UEFA Nations League 2018-2019 pareggiando per 1-1 a Bologna contro l'Italia nel settembre 2018. A causa delle sconfitte interne subite un mese dopo contro Portogallo (2-3) e Italia (0-1), la Polonia retrocesse nella Lega B della Nations League con una partita di anticipo rispetto alla fine del mini-girone, chiuso all'ultimo posto, scampando poi la retrocessione per via della modifica del regolamento della competizione. Brzęczek riuscì a qualificare la squadra al campionato d'Europa 2020 vincendo, nel novembre 2019, il girone eliminatorio con 8 successi in 10 partite, ma fu esonerato nel novembre 2020, a pochi mesi dall'inizio della fase finale dell'europeo, posticipato al 2021, a conclusione degli impegni dei polacchi nella UEFA Nations League 2020-2021. In questo torneo i biancorossi, inseriti nel girone di Lega A vinto dall'Italia, si classificarono terzi nel proprio raggruppamento, vincendo 2 delle 6 partite disputate. 
Nel gennaio 2021 la panchina fu affidata al portoghese Paulo Sousa, con cui la squadra deluse al campionato d'Europa 2020. Inserita nel raggruppamento con Slovacchia, Svezia e Spagna, la Polonia perse di misura (1-2) contro la Slovacchia, pareggiò per 1-1 contro la Spagna e perse di misura (2-3) contro la Svezia, concludendo come ultima nel girone, con un solo punto, e fu quindi eliminata. Seconda classificata, con un bilancio di 6 vittorie, 2 pareggi e 2 sconfitte, nel girone di qualificazione al campionato del mondo 2022 vinto dall'Inghilterra, la nazionale polacca fu ammessa ai play-off. Nel dicembre 2021 Sousa si dimise e fu sostituito da Czesław Michniewicz, con cui la Polonia superò le semifinali degli spareggi per il mondiale per effetto della sospensione della Russia, sanzionata dalla FIFA per via dell'invasione russa dell'Ucraina, e poi batté per 2-0 la Svezia nella finale degli spareggi, ottenendo un posto a Qatar 2022. Nella UEFA Nations League 2022-2023 la selezione polacca si piazzò terza nel proprio girone di Lega A, con 2 vittorie, un pareggio e 3 sconfitte. In seguito, nella fase finale del mondiale, pareggiò contro il Messico (0-0), vinse contro l'Arabia Saudita (2-0) e fu battuta dall'Argentina (0-2), superando il girone come seconda classificata, per una migliore differenza reti rispetto ai messicani; agli ottavi di finale fu però eliminata dalla Francia (1-3).

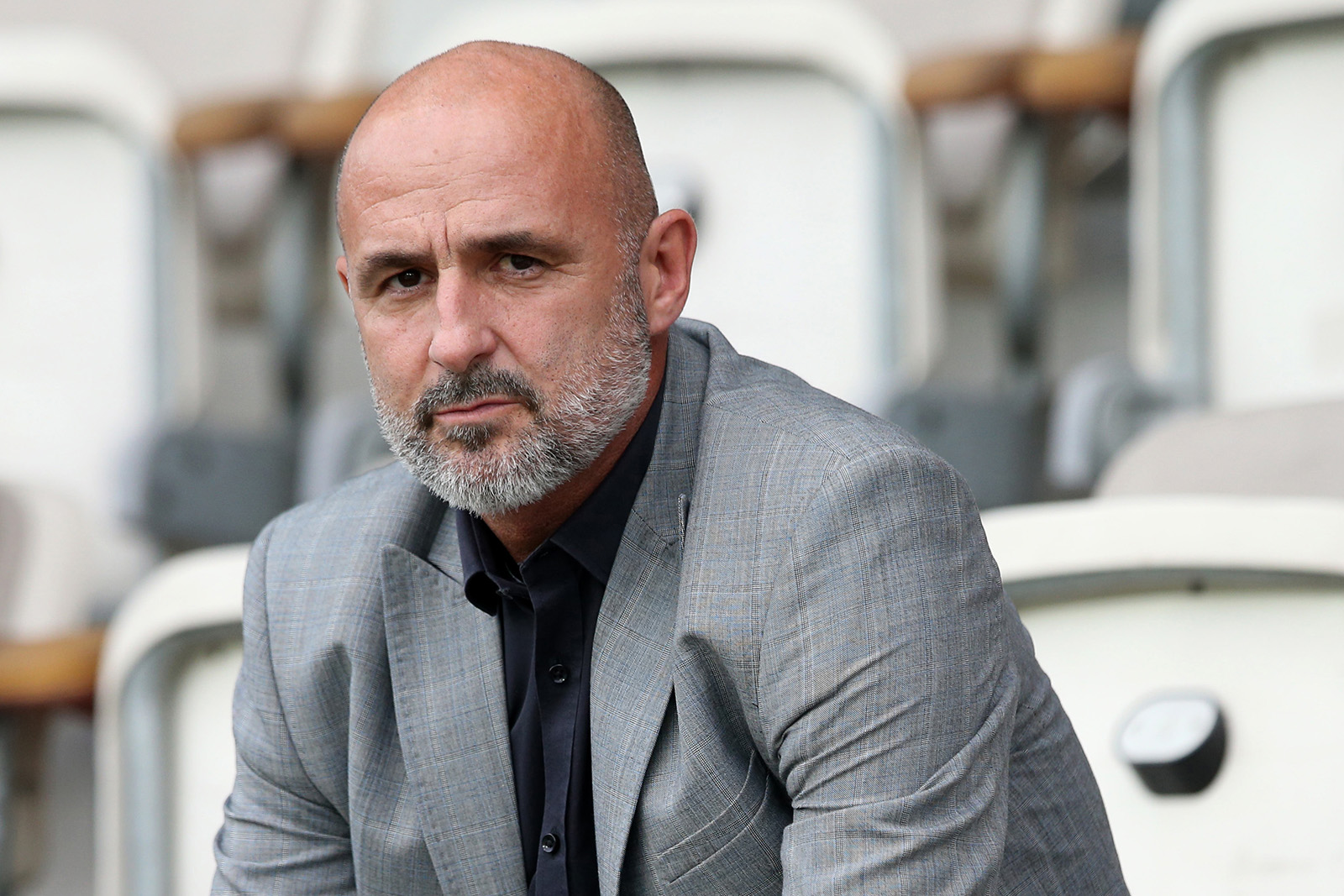
Michał Probierz, CT della Polonia dal settembre 2023

Terminato il contratto di Michniewicz, nel gennaio 2023 la panchina fu affidata al CT portoghese Fernando Santos, che si dimise dopo otto mesi di gestione a seguito delle sconfitte contro Rep. Ceca, Moldavia e Albania, con la squadra temporaneamente al quarto posto nel girone di qualificazione al campionato d'Europa 2024. Il successore, Michał Probierz, condusse la squadra alla qualificazione al massimo torneo continentale attraverso gli spareggi, cui la Polonia ebbe accesso in virtù del piazzamento nel girone di UEFA Nations League 2022-2023. Nel percorso A degli spareggi i polacchi eliminarono in semifinale l'Estonia (5-1) e in finale il Galles a Cardiff (0-0 dopo i tempi supplementari, 5-4 ai tiri di rigore), assicurandosi un posto per la rassegna in Germania. Inserita dal sorteggio in un girone complicato con Austria, Francia e Paesi Bassi, come nell'europeo precedente la Polonia riuscì a ottenere un solo punto, chiudendo il girone all'ultimo posto. L'eliminazione giunse già dopo due partite, a causa delle sconfitte contro l'Paesi Bassi (1-3) e Austria (1-3), prima del pareggio (1-1) nell'ultima gara contro i francesi.

## Partecipazione ai tornei internazionali
Legenda: Grassetto: Risultato migliore, Corsivo: Mancate partecipazioni

## Statistiche dettagliate sui tornei internazionali

### Mondiali
| Anno | Luogo                    | Piazzamento      | V | N | P | Gol  |
| ---- | ------------------------ | ---------------- | - | - | - | ---- |
| 1930 | Uruguay                  | Non partecipante | - | - | - | -    |
| 1934 | Italia                   | Ritirata         | - | - | - | -    |
| 1938 | Francia                  | Ottavi di finale | 0 | 0 | 1 | 5:6  |
| 1950 | Brasile                  | Non partecipante | - | - | - | -    |
| 1954 | Svizzera                 | Ritirata         | - | - | - | -    |
| 1958 | Svezia                   | Non qualificata  | - | - | - | -    |
| 1962 | Cile                     | Non qualificata  | - | - | - | -    |
| 1966 | Inghilterra              | Non qualificata  | - | - | - | -    |
| 1970 | Messico                  | Non qualificata  | - | - | - | -    |
| 1974 | Germania Ovest           | Terzo posto      | 6 | 0 | 1 | 16:5 |
| 1978 | Argentina                | Secondo turno    | 3 | 1 | 2 | 6:6  |
| 1982 | Spagna                   | Terzo posto      | 3 | 3 | 1 | 11:5 |
| 1986 | Messico                  | Ottavi di finale | 1 | 1 | 2 | 1:7  |
| 1990 | Italia                   | Non qualificata  | - | - | - | -    |
| 1994 | Stati Uniti              | Non qualificata  | - | - | - | -    |
| 1998 | Francia                  | Non qualificata  | - | - | - | -    |
| 2002 | Corea del Sud / Giappone | Primo turno      | 1 | 0 | 2 | 3:7  |
| 2006 | Germania                 | Primo turno      | 1 | 0 | 2 | 2:4  |
| 2010 | Sudafrica                | Non qualificata  | - | - | - | -    |
| 2014 | Brasile                  | Non qualificata  | - | - | - | -    |
| 2018 | Russia                   | Primo turno      | 1 | 0 | 2 | 2:5  |
| 2022 | Qatar                    | Ottavi di finale | 1 | 1 | 2 | 3:5  |

### Europei
| Anno | Luogo                | Piazzamento      | V | N | P | Gol |
| ---- | -------------------- | ---------------- | - | - | - | --- |
| 1960 | Francia              | Non qualificata  | - | - | - | -   |
| 1964 | Spagna               | Non qualificata  | - | - | - | -   |
| 1968 | Italia               | Non qualificata  | - | - | - | -   |
| 1972 | Belgio               | Non qualificata  | - | - | - | -   |
| 1976 | Jugoslavia           | Non qualificata  | - | - | - | -   |
| 1980 | Italia               | Non qualificata  | - | - | - | -   |
| 1984 | Francia              | Non qualificata  | - | - | - | -   |
| 1988 | Germania Ovest       | Non qualificata  | - | - | - | -   |
| 1992 | Svezia               | Non qualificata  | - | - | - | -   |
| 1996 | Inghilterra          | Non qualificata  | - | - | - | -   |
| 2000 | Belgio / Paesi Bassi | Non qualificata  | - | - | - | -   |
| 2004 | Portogallo           | Non qualificata  | - | - | - | -   |
| 2008 | Austria / Svizzera   | Primo turno      | 0 | 1 | 2 | 1:4 |
| 2012 | Polonia / Ucraina    | Primo turno      | 0 | 2 | 1 | 2:3 |
| 2016 | Francia              | Quarti di finale | 2 | 3 | 0 | 4:2 |
| 2020 | Europa               | Primo turno      | 0 | 1 | 2 | 4:6 |
| 2024 | Germania             | Primo turno      | 0 | 1 | 2 | 3:6 |

### Nations League
| Anno      | Luogo       | Piazzamento   | V | N | P | Gol  |
| --------- | ----------- | ------------- | - | - | - | ---- |
| 2018-2019 | Portogallo  | 10° in Lega A | 0 | 2 | 2 | 4:6  |
| 2020-2021 | Italia      | 10° in Lega A | 2 | 1 | 3 | 6:6  |
| 2022-2023 | Paesi Bassi | 11° in Lega A | 2 | 1 | 3 | 6:12 |

### Olimpiadi
| Anno | Luogo     | Piazzamento             | V | N | P | Gol   |
| ---- | --------- | ----------------------- | - | - | - | ----- |
| 1924 | Parigi    | Turno di qualificazione | 0 | 0 | 1 | 0:5   |
| 1928 | Amsterdam | Non partecipante        | - | - | - | -     |
| 1936 | Berlino   | Quarto posto            | 2 | 0 | 2 | 11:10 |
| 1948 | Londra    | Non partecipante        | - | - | - | -     |

## Confronti con altre nazionali
Tra gli avversari nazionali contro cui sono stati disputati almeno 10 incontri, la Polonia presenta i seguenti saldi:

### Saldo positivo
| Nazionale    | Giocate | Vinte | Nulle | Perse | Reti fatte | Reti subite | Differenza | Ultima vittoria   | Ultimo pari       | Ultima sconfitta  |
| ------------ | ------- | ----- | ----- | ----- | ---------- | ----------- | ---------- | ----------------- | ----------------- | ----------------- |
| Finlandia    | 31      | 20    | 8     | 3     | 71         | 29          | +42        | 7 ottobre 2020    | 29 maggio 2010    | 2 giugno 2006     |
| Bulgaria     | 26      | 12    | 8     | 6     | 48         | 32          | +16        | 3 marzo 2010      | 6 febbraio 1985   | 2 aprile 1980     |
| Irlanda      | 28      | 11    | 11    | 6     | 40         | 25          | +15        | 11 ottobre 2015   | 11 settembre 2018 | 6 febbraio 2013   |
| Germania Est | 19      | 10    | 4     | 5     | 27         | 26          | +1         | 21 settembre 1988 | 26 settembre 1979 | 31 luglio 1976    |
| Norvegia     | 19      | 12    | 3     | 4     | 58         | 26          | +32        | 18 gennaio 2014   | 29 agosto 1984    | 13 ottobre 1993   |
| Turchia      | 18      | 12    | 3     | 3     | 41         | 13          | +28        | 10 giugno 2024    | 11 dicembre 1985  | 27 ottobre 1993   |
| Grecia       | 17      | 10    | 4     | 3     | 30         | 12          | +18        | 12 agosto 2009    | 16 giugno 2015    | 29 aprile 1987    |
| Albania      | 15      | 10    | 3     | 2     | 20         | 10          | +10        | 27 marzo 2023     | 31 ottobre 1984   | 10 settembre 2023 |
| Israele      | 13      | 7     | 4     | 2     | 28         | 15          | +13        | 16 novembre 2019  | 3 febbraio 1993   | 25 febbraio 1998  |
| Scozia       | 13      | 4     | 6     | 3     | 19         | 18          | +1         | 5 settembre 2024  | 24 marzo 2022     | 18 novembre 2024  |
| Lettonia     | 12      | 8     | 2     | 2     | 34         | 15          | +19        | 6 settembre 2003  | 6 settembre 1936  | 12 ottobre 2002   |
| Lituania     | 12      | 6     | 4     | 2     | 18         | 8           | +10        | 21 marzo 2025     | 6 giugno 2016     | 14 giugno 2022    |
| Galles       | 11      | 9     | 3     | 1     | 13         | 6           | +7         | 25 settembre 2022 | 26 marzo 2024     | 28 marzo 1973     |
| Austria      | 11      | 5     | 2     | 4     | 20         | 20          | +0         | 21 marzo 2019     | 9 settembre 2019  | 21 giugno 2024    |
| San Marino   | 10      | 10    | 0     | 0     | 45         | 2           | +43        | 9 ottobre 2021    | -                 | -                 |
| Estonia      | 10      | 8     | 1     | 1     | 23         | 5           | +18        | 21 marzo 2024     | 2 settembre 1925  | 15 agosto 2012    |
| Ucraina      | 10      | 5     | 2     | 3     | 14         | 10          | +4         | 7 giugno 2024     | 4 settembre 2010  | 11 ottobre 2013   |

### Saldo neutro
| Nazionale        | Giocate | Vinte | Nulle | Perse | Reti fatte | Reti subite | Differenza | Ultima vittoria | Ultimo pari      | Ultima sconfitta |
| ---------------- | ------- | ----- | ----- | ----- | ---------- | ----------- | ---------- | --------------- | ---------------- | ---------------- |
| Stati Uniti      | 17      | 7     | 3     | 7     | 36         | 22          | +14        | 14 giugno 2002  | 9 ottobre 2010   | 26 marzo 2008    |
| Irlanda del Nord | 10      | 4     | 2     | 4     | 14         | 13          | +1         | 12 giugno 2016  | 5 settembre 2009 | 28 marzo 2009    |

### Saldo negativo
| Nazionale        | Giocate | Vinte | Nulle | Perse | Reti fatte | Reti subite | Differenza | Ultima vittoria  | Ultimo pari       | Ultima sconfitta  |
| ---------------- | ------- | ----- | ----- | ----- | ---------- | ----------- | ---------- | ---------------- | ----------------- | ----------------- |
| Romania          | 35      | 6     | 15    | 14    | 54         | 55          | -1         | 11 novembre 2016 | 16 agosto 2000    | 14 novembre 2009  |
| Ungheria         | 34      | 8     | 5     | 21    | 44         | 91          | -47        | 15 novembre 2011 | 25 marzo 2021     | 15 novembre 2021  |
| Svezia           | 28      | 9     | 4     | 15    | 41         | 59          | -18        | 29 marzo 2022    | 25 maggio 1997    | 23 giugno 2021    |
| Germania         | 22      | 2     | 7     | 13    | 13         | 34          | -21        | 16 giugno 2023   | 16 giugno 2016    | 4 settembre 2015  |
| Inghilterra      | 21      | 1     | 8     | 12    | 13         | 33          | -22        | 6 giugno 1973    | 8 settembre 2021  | 31 marzo 2021     |
| Belgio           | 21      | 7     | 6     | 8     | 27         | 27          | +0         | 17 novembre 2007 | 21 agosto 2002    | 14 giugno 2022    |
| Danimarca        | 20      | 8     | 1     | 11    | 36         | 44          | -8         | 8 ottobre 2016   | 1º giugno 2008    | 1º settembre 2017 |
| Paesi Bassi      | 20      | 3     | 7     | 10    | 18         | 26          | -8         | 2 maggio 1979    | 11 giugno 2022    | 16 giugno 2024    |
| Cecoslovacchia   | 19      | 4     | 5     | 10    | 27         | 43          | -16        | 27 maggio 1992   | 24 settembre 1980 | 27 marzo 1991     |
| Jugoslavia       | 19      | 6     | 4     | 9     | 39         | 46          | -7         | 30 giugno 1974   | 28 marzo 1990     | 26 aprile 1980    |
| Francia          | 18      | 3     | 6     | 9     | 18         | 31          | -13        | 31 agosto 1982   | 25 giugno 2024    | 4 dicembre 2022   |
| Italia           | 18      | 3     | 8     | 7     | 10         | 23          | -13        | 12 novembre 2003 | 11 ottobre 2020   | 15 novembre 2020  |
| Portogallo       | 15      | 3     | 5     | 7     | 15         | 26          | -11        | 11 ottobre 2006  | 20 novembre 2018  | 15 novembre 2024  |
| Unione Sovietica | 14      | 3     | 3     | 8     | 11         | 27          | -16        | 5 settembre 1972 | 23 agosto 1989    | 1º giugno 1988    |
| Argentina        | 12      | 3     | 2     | 7     | 12         | 20          | -8         | 5 giugno 2011    | 17 gennaio 1984   | 30 novembre 2022  |
| Brasile          | 12      | 1     | 2     | 9     | 19         | 37          | -18        | 6 luglio 1974    | 17 marzo 1993     | 26 febbraio 1997  |
| Spagna           | 11      | 1     | 2     | 8     | 8          | 27          | -19        | 12 novembre 1980 | 19 giugno 2021    | 8 giugno 2010     |
| Rep. Ceca        | 10      | 4     | 1     | 5     | 27         | 27          | +6         | 17 novembre 2015 | 17 novembre 2023  | 24 marzo 2023     |

## Commissari tecnici
- Józef Szkolnikowski (1921–22)
- Józef Lustgarten (1922)
- Kazimierz Glabisz (1923)
- Adam Obrubański (1924)
- Tadeusz Kuchar (1925)
- Tadeusz Synowiec (1925–27)
- Tadeusz Kuchar (1928)
- Stefan Loth (1928-31)
- Józef Kałuża (1932-39)
- Henryk Reyman (1947)
- Andrzej Przeworski (1947)
- Zygmunt Alfus (1948)
- Andrzej Przeworski (1948)
- Mieczysław Szymkowiak (1949-50)
- Ryszard Koncewicz (1953-56)
- Alfred Nowakowski (1956)
- Czesław Krug (1959-62)
- Wiesław Motoczyński (1963-65)
- Ryszard Koncewicz (1966)
- Antoni Brzeżańczyk (1966)
- Alfred Nowakowski (1966)
- Michał Matyas (1966-67)

- Ryszard Koncewicz (1968–70)
- Kazimierz Górski (1971–76)
- Jacek Gmoch (1976–78)
- Ryszard Kulesza (1978–80)
- Antoni Piechniczek (1981–86)
- Wojciech Łazarek (1986–89)
- Andrzej Strejlau (1989-93)
- Lesław Ćmikiewicz (1993)
- Henryk Apostel (1994-95)
- Władysław Stachurski (1996)
- Antoni Piechniczek (1996–97)
- Krzysztof Pawlak (1997)
- Janusz Wójcik (1997-99)
- Jerzy Engel (2000-02)
- Zbigniew Boniek (2002)
- Paweł Janas (2003-06)
- Leo Beenhakker (2006-09)
- Stefan Majewski (2009)
- Franciszek Smuda (2009-12)
- Waldemar Fornalik (2012-13)
- Adam Nawałka (2013-18)
- Jerzy Brzęczek (2018-2021)

- Paulo Sousa (2021)
- Czesław Michniewicz (2022)
- Fernando Santos (2023)
- Michał Probierz (2023-2025)
- Jan Urban (2025-?)

## Tutte le rose

### Mondiali
Coppa del Mondo FIFA 1938P Brom, P Madejski, D Gałecki, D Giemsa, D Szczepaniak, D Twórz, C Dytko, C Góra, C Lis, C Nyc, C W. Piec, C Wasiewicz, A Baran, A Cebula, A Habowski, A Korbas, A Łyko, A Piontek, A R. Piec, A Scherfke, A Wilimowski, A Wodarz, CT: Kałuża
Coppa del Mondo FIFA 19741 Fischer, 2 Tomaszewski, 3 Kalinowski, 4 Szymanowski, 5 Gut, 6 Gorgoń, 7 Wieczorek, 8 Bulzacki, 9 Żmuda, 10 Musiał, 11 Ćmikiewicz, 12 Deyna, 13 Kasperczak, 14 Maszczyk, 15 Jakóbczak, 16 Lato, 17 Szarmach, 18 Gadocha, 19 Domarski, 20 Kapka, 21 Kmiecik, 22 Kusto, CT: Górski
Coppa del Mondo FIFA 19781 Tomaszewski, 2 Mazur, 3 Maculewicz, 4 Szymanowski, 5 Nawałka, 6 Gorgoń, 7 Iwan, 8 Kasperczak, 9 Żmuda, 10 Rudy, 11 Masztaler, 12 Deyna, 13 Kupcewicz, 14 Justek, 15 Kusto, 16 Lato, 17 Szarmach, 18 Boniek, 19 Lubański, 20 Wójcicki, 21 Kukla, 22 Kostrzewa, CT: Gmoch
Coppa del Mondo FIFA 19821 Młynarczyk, 2 Dziuba, 3 Kupcewicz, 4 Dolny, 5 Janas, 6 Skrobowski, 7 Jałocha, 8 Matysik, 9 Żmuda, 10 Majewski, 11 Smolarek, 12 Wójcicki, 13 Buncol, 14 Pałasz, 15 Ciołek, 16 Lato, 17 Szarmach, 18 Kusto, 19 Iwan, 20 Boniek, 21 Kazimierski, 22 Mowlik, CT: Piechniczek
Coppa del Mondo FIFA 19861 Młynarczyk, 2 Przybyś, 3 Żmuda, 4 Ostrowski, 5 Wójcicki, 6 Matysik, 7 Tarasiewicz, 8 Urban, 9 Karaś, 10 Majewski, 11 Smolarek, 12 Kazimierski, 13 Komornicki, 14 Kubicki, 15 Buncol, 16 Pałasz, 17 Zgutczyński, 18 Pawlak, 19 Wandzik, 20 Boniek, 21 Dziekanowski, 22 Furtok, CT: Piechniczek
Coppa del Mondo FIFA 20021 Dudek, 2 Kłos, 3 Zieliński, 4 Mi. Żewłakow, 5 Rząsa, 6 Hajto, 7 Świerczewski, 8 Kucharski, 9 Kryszałowicz, 10 Kałużny, 11 Olisadebe, 12 Majdan, 13 Głowacki, 14 Ma. Żewłakow, 15 Wałdoch, 16 Murawski, 17 A. Bąk, 18 Krzynówek, 19 Żurawski, 20 J. Bąk, 21 Koźmiński, 22 Matysek, 23 Sibik, CT: Engel
Coppa del Mondo FIFA 20061 Boruc, 2 Jop, 3 Gancarczyk, 4 Baszczyński, 5 Kosowski, 6 Bąk, 7 Sobolewski, 8 Krzynówek, 9 Żurawski, 10 Szymkowiak, 11 Rasiak, 12 Kuszczak, 13 Mila, 14 Żewłakow, 15 Smolarek, 16 Radomski, 17 Dudka, 18 Lewandowski, 19 Bosacki, 20 Giza, 21 Jeleń, 22 Fabiański, 23 Brożek, CT: Janas
Coppa del Mondo FIFA 20181 Szczęsny, 2 Pazdan, 3 Jędrzejczyk, 4 Cionek, 5 Bednarek, 6 Góralski, 7 Milik, 8 Linetty, 9 Lewandowski, 10 Krychowiak, 11 Grosicki, 12 Białkowski, 13 Rybus, 14 Teodorczyk, 15 Glik, 16 Błaszczykowski, 17 Peszko, 18 Bereszyński, 19 Zieliński, 20 Piszczek, 21 Kurzawa, 22 Fabiański, 23 Kownacki, CT: Nawałka
Coppa del Mondo FIFA 20221 Szczęsny, 2 Cash, 3 Jędrzejczyk, 4 Wieteska, 5 Bednarek, 6 Bielik, 7 Milik, 8 D. Szymański, 9 Lewandowski, 10 Krychowiak, 11 Grosicki, 12 Skorupski, 13 Kamiński, 14 Kiwior, 15 Glik, 16 Świderski, 17 Żurkowski, 18 Bereszyński, 19 S. Szymański, 20 Zieliński, 21 Zalewski, 22 Grabara, 23 Piątek, 24 Frankowski, 25 Gumny, 26 Skóraś, CT: Michniewicz

### Europei
Campionato d'Europa UEFA 20081 Boruc, 2 Jop, 3 Wawrzyniak, 4 Golański, 5 Dudka, 6 Bąk, 7 Smolarek, 8 Krzynówek, 9 Żurawski, 10 Garguła, 11 Saganowski, 12 Kowalewski, 13 Wasilewski, 14 Żewłakow, 15 Pazdan, 16 Piszczek, 17 Łobodziński, 18 Lewandowski, 19 Murawski, 20 Guerreiro, 21 Zahorski, 22 Fabiański, 23 Kokoszka, CT: Beenhakker
Campionato d'Europa UEFA 20121 Szczęsny, 2 Boenisch, 3 Wojtkowiak, 4 Kamiński, 5 Dudka, 6 Matuszczyk, 7 Polanski, 8 Rybus, 9 Lewandowski, 10 Obraniak, 11 Murawski, 12 Sandomierski, 13 Wasilewski, 14 Wawrzyniak, 15 Perquis, 16 Błaszczykowski, 17 Sobiech, 18 Mierzejewski, 19 Wolski, 20 Piszczek, 21 Grosicki, 22 Tytoń, 23 Brożek, CT: Smuda
Campionato d'Europa UEFA 20161 Szczęsny, 2 Pazdan, 3 Jędrzejczyk, 4 Cionek, 5 Mączyński, 6 Jodłowiec, 7 Milik, 8 Linetty, 9 Lewandowski, 10 Krychowiak, 11 Grosicki, 12 Boruc, 13 Stępiński, 14 Wawrzyniak, 15 Glik, 16 Błaszczykowski, 17 Peszko, 18 Salamon, 19 Zieliński, 20 Piszczek, 21 Kapustka, 22 Fabiański, 23 Starzyński, CT: Nawałka
Campionato d'Europa UEFA 20201 Szczęsny, 2 Piątkowski, 3 Dawidowicz, 4 Kędziora, 5 Bednarek, 6 Kozłowski, 8 Linetty, 9 Lewandowski, 10 Krychowiak, 11 Świderski, 12 Skorupski, 13 Rybus, 14 Klich, 15 Glik, 16 Moder, 17 Płacheta, 18 Bereszyński, 19 Frankowski, 20 Zieliński, 21 Jóźwiak, 22 Fabiański, 23 Kownacki, 24 Świerczok, 25 Helik, 26 Puchacz, CT: Sousa
Campionato d'Europa UEFA 20241 Szczęsny, 2 Salamon, 3 Dawidowicz, 4 Walukiewicz, 5 Bednarek, 6 Piotrowski, 7 Świderski, 8 Moder, 9 Lewandowski, 10 Zieliński, 11 Grosicki, 12 Skorupski, 13 Romančuk, 14 Kiwior, 15 Puchacz, 16 Buksa, 17 D. Szymański, 18 Bereszyński, 19 Frankowski, 20 S. Szymański, 21 Zalewski, 22 Bułka, 23 Piątek, 24 Slisz, 25 Skóraś, 26 Urbański, CT: Probierz

### Giochi olimpici
Calcio ai Giochi Olimpici Estivi 1924P Görlitz, P Wiśniewski, P Popiel, D Cyl, D Fryc, D Gintel, C Cikowski, C Krupa, C Spoida, C Styczeń, C Synowiec, A Batsch, A Kałuża, A Kuchar, A Miller, A H. Reyman, A J. Reyman, A Sperling, A Staliński, CT: Obrubański
Calcio ai Giochi Olimpici Estivi 1936P Albański, P Madejski, D Gałecki, D Martyna, D Szczepaniak, C Cebulak, C Dytko, C Góra, C Kotlarczyk, C Wasiewicz, A Gad, A Kisieliński, A Matyas, A Musielak, A Peterek, A Piec, A Scherfke, A Wodarz, CT: Kałuża
NOTA: Per le informazioni sulle rose successive al 1948 visionare la pagina della Nazionale olimpica.

## Rosa attuale
Lista dei giocatori convocati per la gara amichevole del 6 giugno e la gara di qualificazione al campionato mondiale di calcio 2026 del 10 giugno 2025.
Presenze e reti aggiornate al 10 giugno 2025, al termine della gara contro la Finlandia.
|  | P | Łukasz Skorupski      | 5 maggio 1991    | 17 | -18 | Bologna             |  |  |
|  | P | Marcin Bułka          | 4 ottobre 1999   | 5  | -10 | Nizza               |  |  |
|  | P | Mateusz Kochalski     | 25 luglio 2000   | 0  | 0   | Qarabağ             |  |  |
|  | P | Bartosz Mrozek        | 23 febbraio 2000 | 0  | 0   | Lech Poznań         |  |  |
|  |   |                       |                  |    |     |                     |  |  |
|  | D | Jan Bednarek          | 12 aprile 1996   | 69 | 1   | Southampton         |  |  |
|  | D | Bartosz Bereszyński   | 12 luglio 1992   | 58 | 0   | Sampdoria           |  |  |
|  | D | Jakub Kiwior          | 15 febbraio 2000 | 35 | 2   | Arsenal             |  |  |
|  | D | Matty Cash            | 7 agosto 1997    | 19 | 2   | Aston Villa         |  |  |
|  | D | Paweł Dawidowicz      | 20 maggio 1995   | 17 | 0   | Verona              |  |  |
|  | D | Sebastian Walukiewicz | 5 aprile 2000    | 10 | 1   | Torino              |  |  |
|  | D | Mateusz Wieteska      | 11 febbraio 1997 | 6  | 0   | PAOK                |  |  |
|  | D | Mateusz Skrzypczak    | 22 agosto 2000   | 2  | 0   | Jagiellonia         |  |  |
|  |   |                       |                  |    |     |                     |  |  |
|  | C | Piotr Zieliński       | 20 maggio 1994   | 99 | 14  | Inter               |  |  |
|  | C | Kamil Grosicki        | 8 giugno 1988    | 95 | 17  | Pogoń Stettino      |  |  |
|  | C | Przemysław Frankowski | 12 aprile 1995   | 50 | 3   | Galatasaray         |  |  |
|  | C | Sebastian Szymański   | 10 maggio 1999   | 45 | 5   | Fenerbahçe          |  |  |
|  | C | Jakub Moder           | 7 aprile 1999    | 35 | 2   | Feyenoord           |  |  |
|  | C | Nicola Zalewski       | 23 gennaio 2002  | 29 | 3   | Inter               |  |  |
|  | C | Jakub Kamiński        | 5 giugno 2002    | 22 | 1   | Wolfsburg           |  |  |
|  | C | Bartosz Slisz         | 29 marzo 1999    | 17 | 1   | Atlanta United      |  |  |
|  | C | Jakub Piotrowski      | 4 ottobre 1997   | 12 | 2   | Ludogorec           |  |  |
|  | C | Mateusz Bogusz        | 21 agosto 2001   | 5  | 0   | Cruz Azul           |  |  |
|  | C | Maxi Oyedele          | 7 settembre 2004 | 2  | 0   | Legia Varsavia      |  |  |
|  | C | Oskar Repka           | 3 gennaio 1999   | 0  | 0   | GKS Katowice        |  |  |
|  |   |                       |                  |    |     |                     |  |  |
|  | A | Karol Świderski       | 23 gennaio 1997  | 42 | 13  | Panathīnaïkos       |  |  |
|  | A | Krzysztof Piątek      | 1º luglio 1995   | 37 | 12  | İstanbul Başakşehir |  |  |
|  | A | Adam Buksa            | 12 luglio 1996   | 23 | 7   | Midtjylland         |  |  |

## Record individuali
Dati aggiornati al 24 marzo 2025.

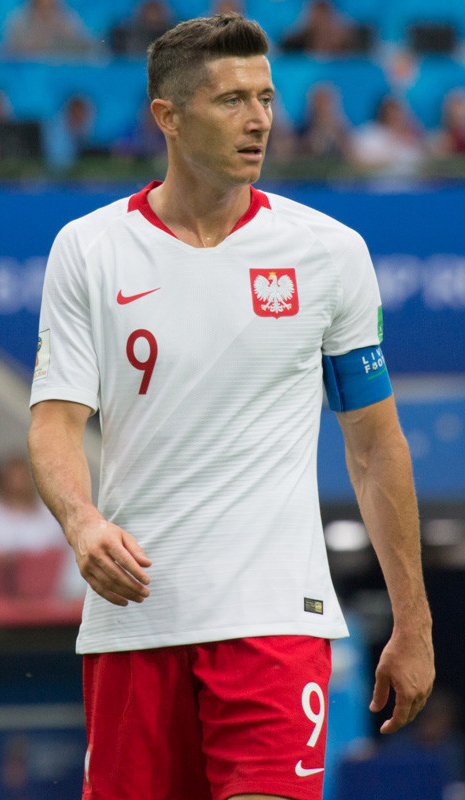
Robert Lewandowski, primatista di presenze e miglior marcatore di tutti i tempi della nazionale polacca.

- In grassetto i giocatori ancora attivi in nazionale.

### Giocatori con più presenze
| Posizione | Giocatore            | Presenze | Reti | Periodo   |
| --------- | -------------------- | -------- | ---- | --------- |
| 1         | Robert Lewandowski   | 158      | 85   | 2008-     |
| 2         | Jakub Błaszczykowski | 109      | 21   | 2006-2023 |
| 3         | Kamil Glik           | 103      | 6    | 2010-2022 |
| 4         | Michał Żewłakow      | 102      | 3    | 1999-2011 |
| 5         | Grzegorz Lato        | 100      | 45   | 1971-1984 |
| 5         | Grzegorz Krychowiak  | 100      | 5    | 2008-2023 |
| 7         | Piotr Zieliński      | 99       | 14   | 2013-     |
| 8         | Kazimierz Deyna      | 97       | 41   | 1968-1978 |
| 9         | Jacek Bąk            | 96       | 3    | 1993-2008 |
| 9         | Jacek Krzynówek      | 96       | 15   | 1998-2009 |

### Giocatori con più reti
| Posizione | Giocatore            | Reti | Presenze | Periodo   |
| --------- | -------------------- | ---- | -------- | --------- |
| 1         | Robert Lewandowski   | 85   | 158      | 2008-     |
| 2         | Włodzimierz Lubański | 48   | 75       | 1963-1980 |
| 3         | Grzegorz Lato        | 45   | 100      | 1971-1984 |
| 4         | Kazimierz Deyna      | 41   | 97       | 1968-1978 |
| 5         | Ernest Pohl          | 39   | 46       | 1955-1965 |
| 6         | Andrzej Szarmach     | 32   | 61       | 1973-1982 |
| 7         | Gerard Cieślik       | 27   | 45       | 1947-1958 |
| 8         | Zbigniew Boniek      | 24   | 80       | 1976-1988 |
| 9         | Ernest Wilimowski    | 21   | 22       | 1934-1939 |
| 9         | Jakub Błaszczykowski | 21   | 109      | 2006-2023 |